# アレクサンドル・イアシュヴィリ
アレクサンドル・イアシュヴィリ（Alexander Iashvili, グルジア語: ალექსანდრე იაშვილი, 1977年10月23日 - ）は、ジョージア（旧称グルジア） ・トビリシ出身のサッカー選手。ポジションはFW。ブンデスリーガ・インテル・バクー所属。

## 経歴
1993年に故国のFCディナモ・トビリシで選手キャリアをスタート。 1994-95シーズンに24試合に出場し24得点、1995-96シーズンに25試合で26得点を挙げたことで国外のクラブからの関心を集め、1997年1月にドイツのVfBリューベックに期限付き移籍をした。
契約期間満了後にトビリシに復帰したが、1997-98シーズンにドイツのSCフライブルクに移籍した。フライブルクでは、チームの初のブンデスリーガ1部昇格に貢献するなど、同クラブで10シーズンを過ごした。 2007年にカールスルーエSCに移籍し、2009年に契約を延長し2013年6月までの4年契約を結んだが、2012年にVfLボーフムに移籍した。その後、2013年にアゼルバイジャン・プレミアリーグのインテル・バクーに移籍した。 
ジョージア代表としては1996年にデビューし、2011年までに国際Aマッチ67試合に出場し15得点を記録。このほか、2004年と2008年にグルジア年間最優秀サッカー選手賞を受賞している。